# Wick St. Lawrence
Wick St. Lawrence est une paroisse civile et un village du Somerset, en Angleterre.